# Rotto
Rotto (The Brøken) è un film del 2008 scritto e diretto da Sean Ellis.